# Torre de Santa Caterina
La Torre de Santa Caterina, també anomenada de Pedralbes o «lo Lleó», és un edifici situat entre els carrers de Panamà, Miret i Sans, Arnús i Garí del barri de Pedralbes de Barcelona, catalogada com a bé cultural d'interès local.

## Història
Es tracta d'una masia d'origen medieval, situada en una finca d'unes 40 ha que arribava fins a Sant Pere Màrtir, coneguda també com a Torre de Pedralbes o del Lleó, fet pel qual se l'havia relacionada amb el mas Pedralbes que la reina Elisenda de Montcada adquirí el 1326 per a bastir-hi el monestir de Pedralbes. L'orde dels predicadors en tenia la propietat el 1639, i donaren el seu nom a l'edifici, dedicat a Santa Caterina. Malgrat les transformacions de l'època del barroc, en què la Torre de Santa Caterina tingué hostatgeria i infermeria, encara persisteixen alguns dels elements constructius del període gòtic.
Com a conseqüència de la Desamortització de Mendizabal del 1836, el 1842 la finca fou venuda en subhasta pública, essent adquirida per Francesc Buxó i Oliana.
Als anys 1880, la finca es coneixia per «antiga torre dels frares», en clara referència a la seva antiga propietat religiosa. El 1918 i un any abans de ser venuda, la torre era coneguda pel nom d'Hotel León, molt probablement degut a la presència d'un dels lleons-brolladors que hi havia a la font del Lleó. L'aigua que manava procedia de l'emplaçament original de la bassa (que fou traslladada cap a l'any 1918 a l'avinguda de Pearson, 66-72), que recollia aigües que des d'una torrentera es canalitzaven, passant per un pou, fins a la bassa i des d'aquesta es conduïen cap a la Torre de Santa Caterina.
L'any 1919 fou venuda a la societat anònima Sant Pere Màrtir, propietat de Joan Antoni Güell i López, amb la intenció de transformar l'antiga casa en un hotel, el jardí del qual va ser encarregat al paisatgista francès Jean Claude Nicolas Forestier, realitzat el mateix any. Posteriorment, va ser adquirida per la família Giró-Mansana, i l'any 1986, per Carles Ferrer i Salat.
El 2020, la família Ferrer i Salat va cedir el jardí històric a la Fundació Ferrer Sustainability per a portar a terme els projectes Ferrer for Food, projecte de cuina social que dona suport a persones en situació de vulnerabilitat a través d'entitats socials, i Green for Good, que és un projecte d'horticultura urbana social que impulsa un model de ciutat verda, sostenible i agroproductiva.

## Descripció
Al carrer de Panamà afronten dos edificis annexos units per un pati tancat que serveix d'accés, amb teulada a doble vessant i tres grans portes d'entrada. Darrere hi ha l'edifici principal, de planta quadrada, i teulada a quatre vents amb un cos lateral que dona al carrer Miret i Sans format per una llotja porxada feta amb columnes amb impostes i grans arcs de mig punt de fàbrica de maó, amb encavallada de fusta. A la façana de l'edifici principal que dona al porxo s'observen dues línies de finestres disposades regularment, una inferior on les obertures queden emmarcades en pedra i una superior d'obertures simples. A ponent de l'edifici principal se situa un gran pati envoltat per dos cossos, al nord de dues plantes i al sud d'una planta amb obertures porxades amb arcs de mig punt a la planta superior.
La façana principal donava originàriament a migdia. A la planta primera o pis hi ha tres balcons i dues finestres. A les golfes hi ha una galeria amb sis finestres de mig punt i dues finestres rectangulars (una a cada costat de la galeria).
Al sud dels edificis hi ha un gran conjunt enjardinat. Aquest, a causa del desnivell de la finca, s'articula en terrasses. A la part superior i al costat de la casa s'obre un gran pati sense arbres que impedeixin l'entrada del sol a les finestres de l'edifici principal. Aquesta primera terrassa continua amb una bassa rectangular, on comença l'espai enjardinat de planta geomètrica. Tot aquest espai resta delimitat del carrer per una paret de tanca feta amb pedra irregular amb una porta d'accés tapiada a l'alçada de l'edifici principal.